# Prevalje
Prevalje là một khu tự quản (tiếng Slovenia: občine, số ít – občina) trong vùng Koroška của Slovenia. Prevalje có diện tích 58.1 km2, dân số là theo điều tra ngày 31 tháng 3 năm 2002 là 6621 người. Thủ phủ khu tự quản Prevalje đóng tại Prevalje.